# Daviesia spiralis
Daviesia spiralis är en ärtväxtart som beskrevs av Michael Douglas Crisp. Daviesia spiralis ingår i släktet Daviesia, och familjen ärtväxter. Inga underarter finns listade i Catalogue of Life.